# Lappvattnet, Västerbotten
Lappvattnet är en sjö i Burträsks distrikt (Burträsks socken) i Skellefteå kommun, Västerbottens län (Västerbotten) och ingår i Bureälvens huvudavrinningsområde. Sjön har en area på 0,0815 kvadratkilometer och ligger 55 meter över havet. Sydväst om sjön finns en by med samma namn som sjön, Lappvattnet. Från väster rinner Morbäcken ner till sjön, och sjöns utflöde ner mot Lappbäcken och Bureälven kallas Kanalen. 

## Delavrinningsområde
Lappvattnet ingår i det delavrinningsområde (716694-174004) som SMHI kallar för Mynnar i Lappbäcken. Medelhöjden är 85 meter över havet och ytan är 11,05 kvadratkilometer. Det finns inga avrinningsområden uppströms utan avrinningsområdet är högsta punkten. Hässjemyrbäcken som avvattnar avrinningsområdet har biflödesordning 3, vilket innebär att vattnet flödar genom totalt 3 vattendrag innan det når havet efter 38 kilometer. Avrinningsområdet består mestadels av skog (66 procent), öppen mark (13 procent) och jordbruk (14 procent). Avrinningsområdet har 0,08 kvadratkilometer vattenytor vilket ger det en sjöprocent på 0,7 procent.